# Конрад, Коул
Ко́ул Ко́нрад (англ. Cole Konrad; 2 апреля 1984, Аплтон) — американский борец, выступавший в вольной борьбе и позже в смешанных единоборствах. Как борец является чемпионом панамериканского чемпионата, многократным победителем школьных и студенческих соревнований. В профессиональном MMA прославился в период 2010—2012 боями в организации Bellator, первый чемпион Bellator в тяжёлой весовой категории, победитель третьего сезона гран-при тяжеловесов.

## Биография
Коул Конрад родился 2 апреля 1984 года в городе Аплтон, штат Висконсин. С ранних лет занимался вольной борьбой, во время учёбы в старшей школе успешно участвовал в соревнованиях, в 2002 году стал чемпионом штата, выиграл национальное юниорское первенство по вольной и греко-римской борьбе. В общей сложности на юниорском уровне провёл 116 поединков, из них проиграл только в 15 случаях, а все остальные выиграл.
Поступив в Миннесотский университет, продолжил выступать в борцовских турнирах, в частности дважды становился чемпионом Национальной ассоциации студенческого спорта, в том числе побеждал двукратного чемпиона Стива Мокко, является трёхкратным чемпионом Конференции Big Ten. Всего на студенческих университетских соревнованиях одержал 155 побед и потерпел 13 поражений, причём большинство поражений приходятся на первые годы учёбы в университете. Ему принадлежит рекорд Миннесоты по количеству побед подряд, непрерывная серия из 76 победных поединков.
В студенческие годы Конрад выступал и на международном уровне. Например, в 2005 году он завоевал золотую медаль на панамериканском чемпионате в Гватемале, после чего участвовал в отборочных турнирах главной национальной сборной, где впоследствии занял третье место. В 2006 году выиграл бронзовую медаль на студенческом чемпионате мира по вольной борьбе в Улан-Баторе.
В 2010 году Коул Конрад решил попробовать себя в боях по смешанным правилам, дебютировал в январе и победил своего первого соперника Гэри Хамина ущемлением шеи, своеобразной вариацией удушения сзади, которое его партнёр по тренировкам Брок Леснар в шутку прозвал «удушением полярного медведя». Второй бой тоже оказался успешным, победа техническим нокаутом в первом же раунде.
Благодаря череде удачных выступлений Конрад получил приглашение принять участие в турнирах престижной американской организации Bellator, где тоже брал верх над всеми соперниками, в основном единогласным решением судей. Участвовал в третьем сезоне гран-при тяжеловесов: в четвертьфинале единогласным решением победил испанца Рожена Ллорета, в полуфинале с тем же результатом одолел поляка Дамиана Грабовского, в решающем финальном бою с помощью замка руками одержал победу над англичанином Нилом Гроувом. Таким образом, Коул Конрад стал первым чемпионом Bellator в тяжёлой весовой категории.
В 2011 году единогласным судейским решением победил американца Пола Бентелло, хотя этот бой не был титульным. В 2012 году всё-таки состоялась первая официальная защита титула, в противостоянии с соотечественником Эриком Приндлом, победителем пятого сезона тяжеловесов, Конрад в первом же раунде удачно провёл болевой приём «кимура» и был признан победителем в результате сдачи. По словам тренера бойца, Грега Нельсона, Конрад потратил на подготовку к этому бою всего лишь один день.
Несмотря на выдающиеся успехи в MMA, после первой защиты титула Конрад принял решение завершить карьеру профессионального спортсмена — в настоящее время работает товарным брокером в области сельского хозяйства. 

## Статистика ММА (9-0)
| Результат | Рекорд | Соперник          | Способ                            | Турнир                        | Дата             | Раунд | Время | Место             | Примечание |
| --------- | ------ | ----------------- | --------------------------------- | ----------------------------- | ---------------- | ----- | ----- | ----------------- | ---------- |
| Победа    | 9-0    | Эрик Приндл       | Болевой приём «кимура»            | Bellator 70 (защита титула)   | 25 мая 2012      | 1     | 1:00  | Новый Орлеан, США |            |
| Победа    | 8-0    | Пол Бентелло      | Единогласное решение судей        | Bellator 48                   | 20 августа 2011  | 3     | 5:00  | Монтвилл, США     |            |
| Победа    | 7-0    | Нил Гроув         | Скручивание шеи                   | Bellator 32 (чемпионский бой) | 14 октября 2010  | 1     | 4:45  | Канзас-Сити, США  |            |
| Победа    | 6-0    | Дамиан Грабовский | Единогласное решение судей        | Bellator 29 (полуфинал)       | 16 сентября 2010 | 3     | 5:00  | Милуоки, США      |            |
| Победа    | 5-0    | Рожен Ллорет      | Единогласное решение судей        | Bellator 25 (четвертьфинал)   | 19 августа 2010  | 3     | 5:00  | Чикаго, США       |            |
| Победа    | 4-0    | Джон Орр          | Единогласное решение судей        | Bellator 22                   | 17 июня 2010     | 3     | 5:00  | Канзас-Сити, США  |            |
| Победа    | 3-0    | Пэт Беннетт       | Единогласное решение судей        | Bellator 17                   | 6 мая 2010       | 3     | 5:00  | Бостон, США       |            |
| Победа    | 2-0    | Джоэл Уайетт      | Технический нокаут ударами руками | Matrix Fights 1               | 27 февраля 2010  | 1     | 2:23  | Филадельфия, США  |            |
| Победа    | 1-0    | Гэри Хамен        | Скручивание шеи                   | Max Fights 8: Elimination     | 23 января 2010   | 1     | 1:13  | Фарго, США        |            |